# ستيف لوبيز
صحفي أمريكي (ولد عام 1953) يكتب عموداً صحفياً في لوس أنجلوس تايمز منذ 2001.
كان قد كتب في عدة صحف قبل أن يستقر ككاتباً ثابتاً لعمود صحفي في جريدة لوس أنجلوس تايمز. نشر عدد من الروايات.
من بين كتبه كان كتاب (العازف المنفرد) الذي يحكي قصته مع ناثانيل ايرز وهذا الكتاب تم تحويله إلى فيلم بنفس العنوان (1).
1. ↑   https://www.latimes.com/people/steve-lopez. {{استشهاد ويب}}: |url= بحاجة لعنوان (مساعدة) والوسيط |title= غير موجود أو فارغ (من ويكي بيانات) (مساعدة)
2. ↑   https://apsanet.org/mcwilliamsrecipient. {{استشهاد ويب}}: |url= بحاجة لعنوان (مساعدة) والوسيط |title= غير موجود أو فارغ (من ويكي بيانات) (مساعدة)

1. جريدة الرياض العدد 14906 بتاريخ 16 أبريل 2009 من الرابط التالي: www.alriyadh.com/2009/04/16/article422552.html
2. كتاب (العازف المنفرد) باللغة الإنكليزية لستيف لوبيز عن يومياته مع ناثنيال.

## وصلات خارجية
- ستيف لوبيز على موقع IMDb (الإنجليزية)
- ستيف لوبيز على موقع قاعدة بيانات الفيلم (الإنجليزية)